# Donji Vlašnik
Donji Vlašnik (Smokvica) je nenaseljeni otočić u otočju Vrhovnjaci, na pola puta između Lastova i Mljeta, a nalazi se oko 13.2 km istočno od Lastova. Najbliži otok je Srednji Vlašnik, oko 210 m prema istoku.
Površina otoka je 60.791 m2, duljina obalne crte 1014 m, a visina 16 metara.